# 門司海洋少年団
門司海洋少年団（もじかいようしょうねんだん）、は、福岡県北九州市門司区を拠点として活動する社団法人日本海洋少年団連盟九州北部地区連盟に所属する団のひとつ。

## 概要
少年少女に対して海洋に親しむ機会を与え、健全な育成を図る活動を行う団体で、海事思想、海洋に関する科学的知識、海上生活に必要な技術の普及、団体生活による社会的徳性の涵養、国際親善への寄与を目指している。指導者は、門司海洋少年団を卒団した者やボランティアの自衛官、海について知識・経験豊富な者など関係者が指導を行う。小学生から高校生までが団員として活動している。

## 訓練
おもに基本動作、結索（ロープワーク）、手旗信号、水泳、カッターボート（端艇）などである。また、合宿、ハイキング、キャンプなどや奉仕活動も積極的に行っており、海岸や街の清掃奉仕、水難救助のための青い羽根共同募金をはじめ、各種募金活動などを通して奉仕の心を養うことを目的としている。

## 大会
平成23年夏に鹿児島県鹿児島市にて行われた第50回日本海洋少年団全国大会に参加した。次回は平成25年夏に行われる第51回日本海洋少年団全国大会（東京都）に参加予定である。また、平成24年夏には北九州市で九州北部地区大会が行われる。